# Besos para todos
Besos para todos is een Spaanse film uit 2000, geregisseerd door Jaime Chávarri.

## Verhaal
In 1965 worden de drie studenten Ramón, Nicolás en Alfonso door hun families naar Cádiz gestuurd zodat ze daar zonder afleiding kunnen studeren voor hun examens. Aangekomen in Cádiz ontmoeten ze een lokale dansgroep die uit 4 jonge vrouwen bestaat. Al gauw ontstaat er een vriendschap en tussen Ramón en Vicky bloeit de liefde op. Wanneer Vicky aankondigt dat ze zwanger is, raakt Ramón in paniek, in het bijzonder omdat hij thuis een vriendin heeft.

## Rolverdeling
| Acteur               | Personage         |
| -------------------- | ----------------- |
| Emma Suárez          | Vicky             |
| Eloy Azorín          | Ramón             |
| Roberto Hoyas        | Alfonso           |
| Chusa Barbero        | Marian            |
| Iñaki Font           | Nicolás           |
| Pilar López de Ayala | Rocío             |
| Jacobo Dicenta       | Ramiro            |
| Mónica Cano          | Maruja de Montijo |
| Ana Malaver          | Chon              |
| Beatriz Bergamín     | Perla             |
| Luis Tosar           | El Bombilla       |
| Joaquín Climent      | Gobernador        |
| Antonio Cifo         | Salvatierra       |
| Ana Wagener          | Casera            |

## Ontvangst

### Prijzen en nominaties
Een selectie:
| Jaar | Evenement                      | Categorie                | Genomineerde                    | Resultaat   |
| ---- | ------------------------------ | ------------------------ | ------------------------------- | ----------- |
| 2001 | Premios Goya (15de uitreiking) | Beste regisseur          | Jaime Chávarri                  | Genomineerd |
| 2001 | Premios Goya (15de uitreiking) | Beste vrouwelijke bijrol | Chusa Barbero                   | Genomineerd |
| 2001 | Premios Goya (15de uitreiking) | Beste debuterend actrice | Pilar López de Ayala            | Genomineerd |
| 2001 | Premios Goya (15de uitreiking) | Beste artdirector        | Fernando Sáenz, Ulia Loureiro   | Genomineerd |
| 2001 | Premios Goya (15de uitreiking) | Beste kostuums           | Pedro Moreno                    | Genomineerd |
| 2001 | Premios Goya (15de uitreiking) | Beste grime en haarstijl | Romana González, Josefa Morales | Gewonnen    |